# Danh sách thành phố Israel
Đây là danh sách thành phố các Israel, xếp theo quận

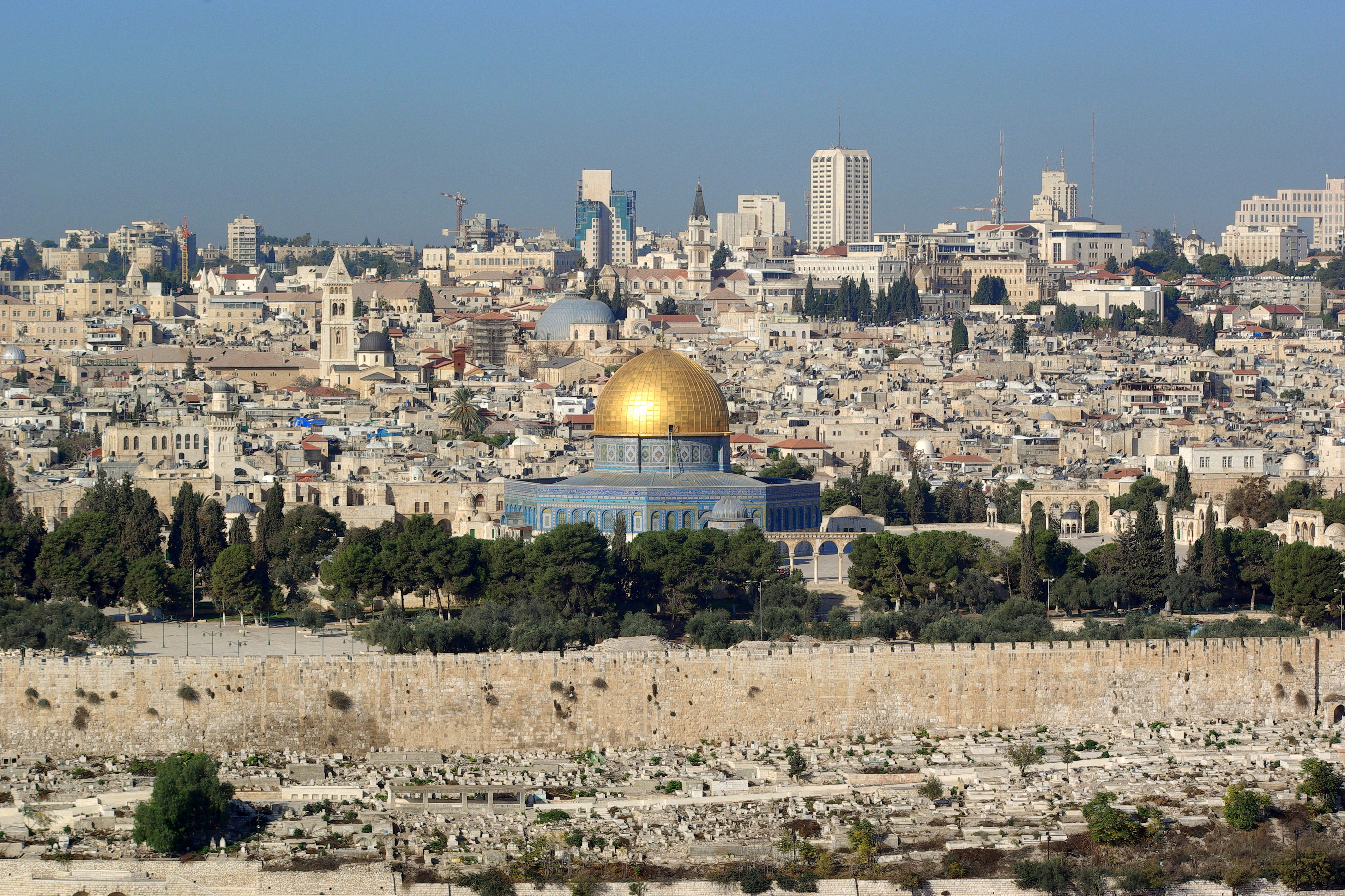
Jerusalem

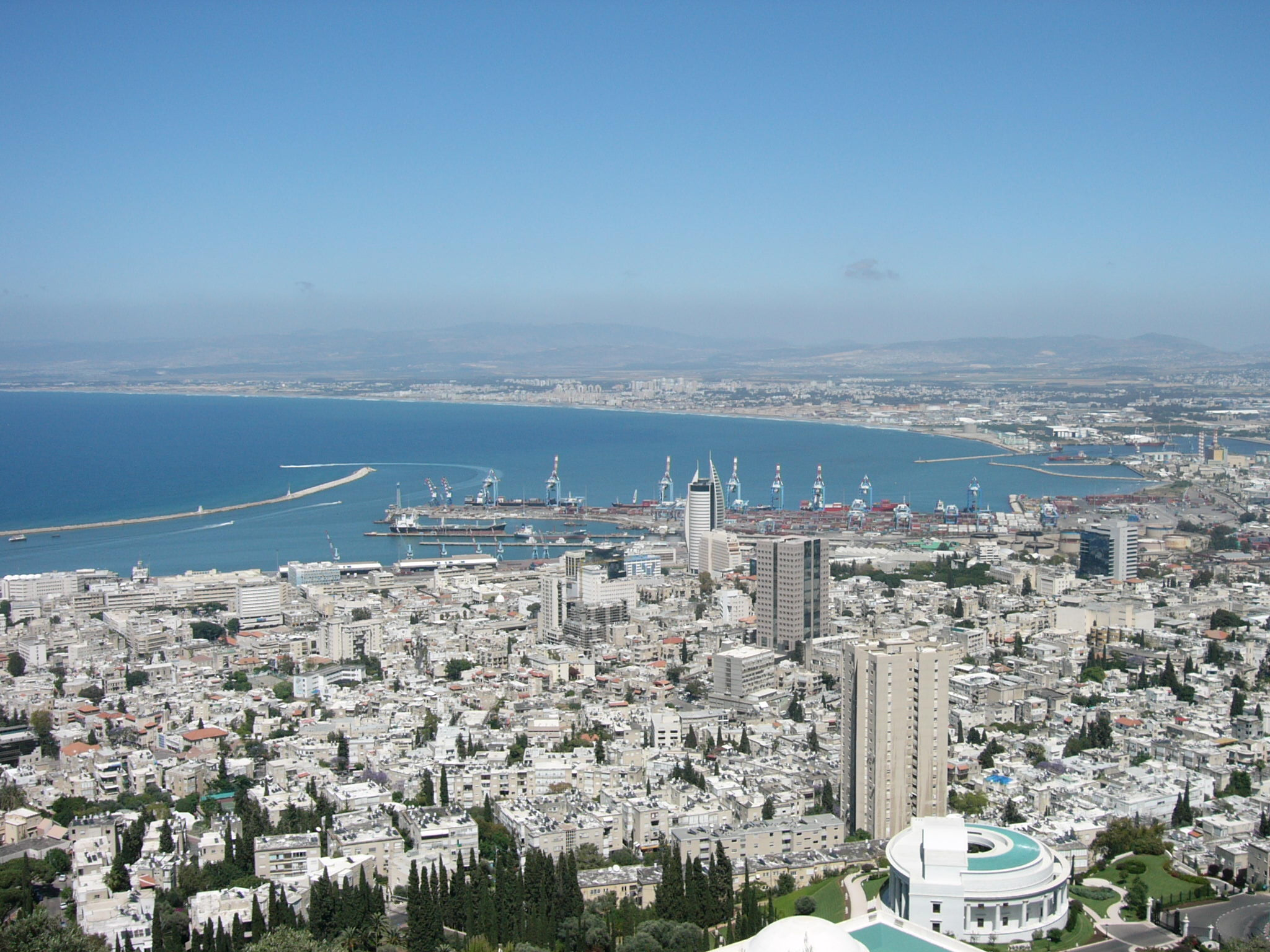
Haifa

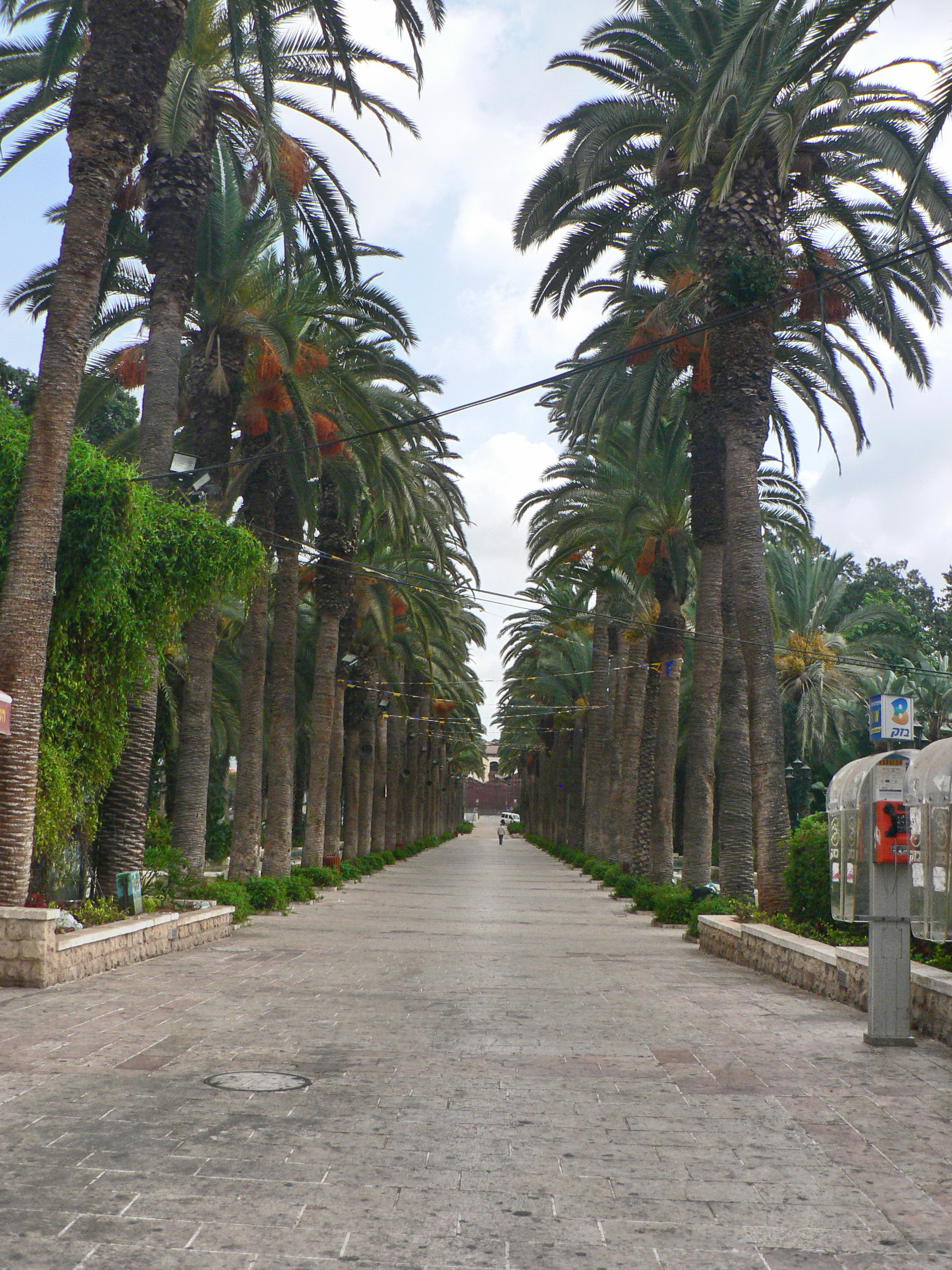
Rishon LeZion

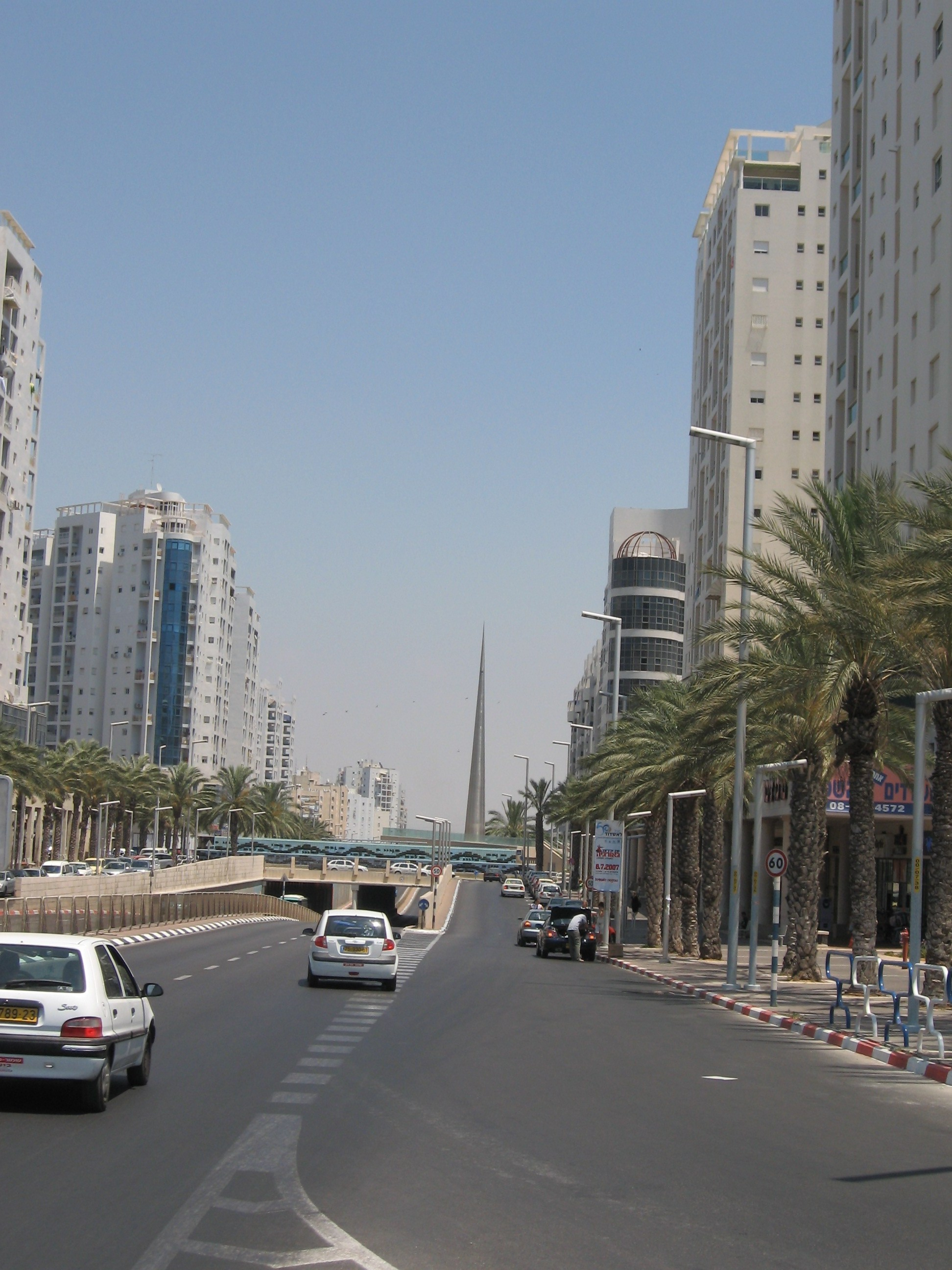
Ashdod

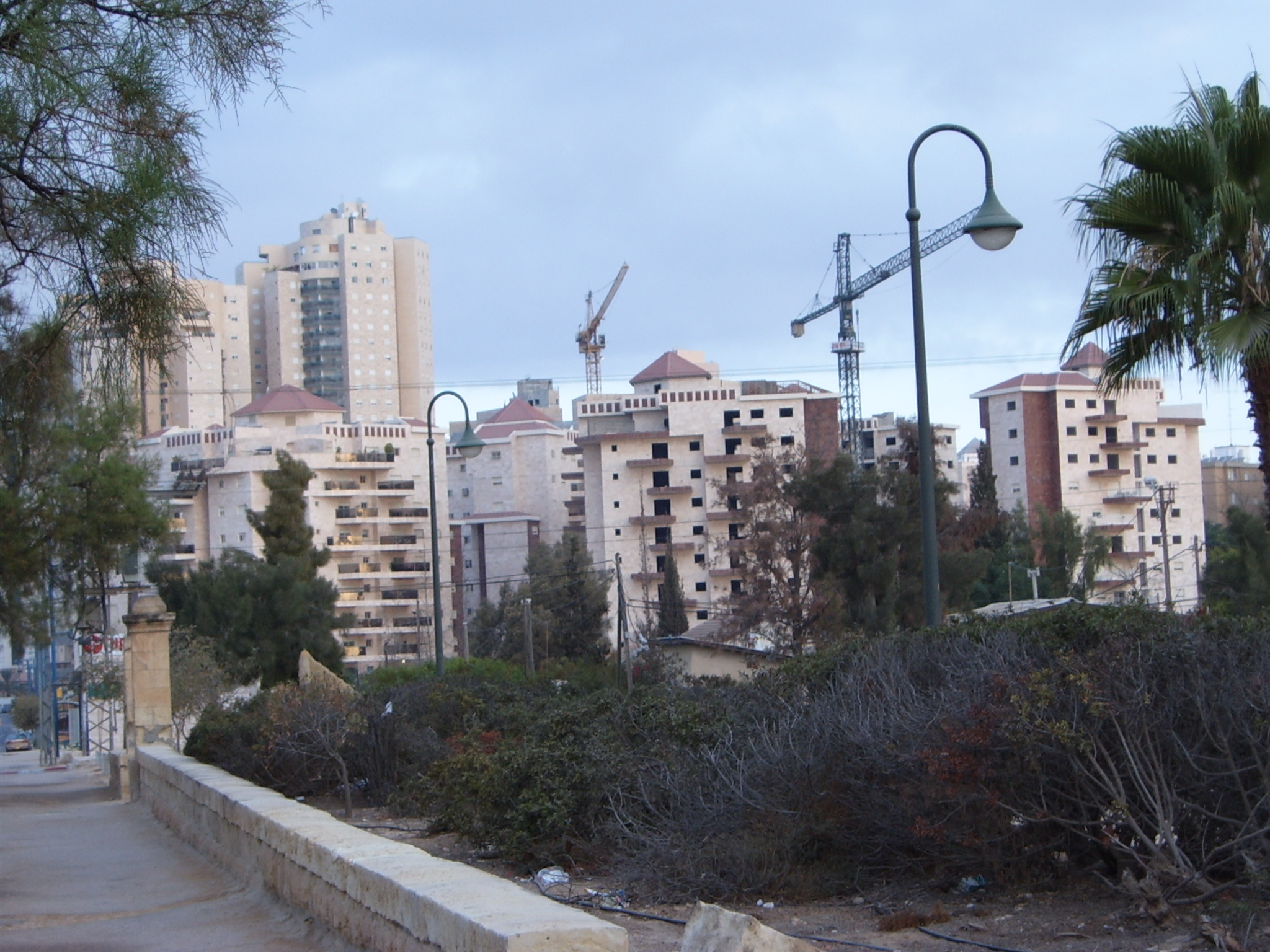
Beersheba

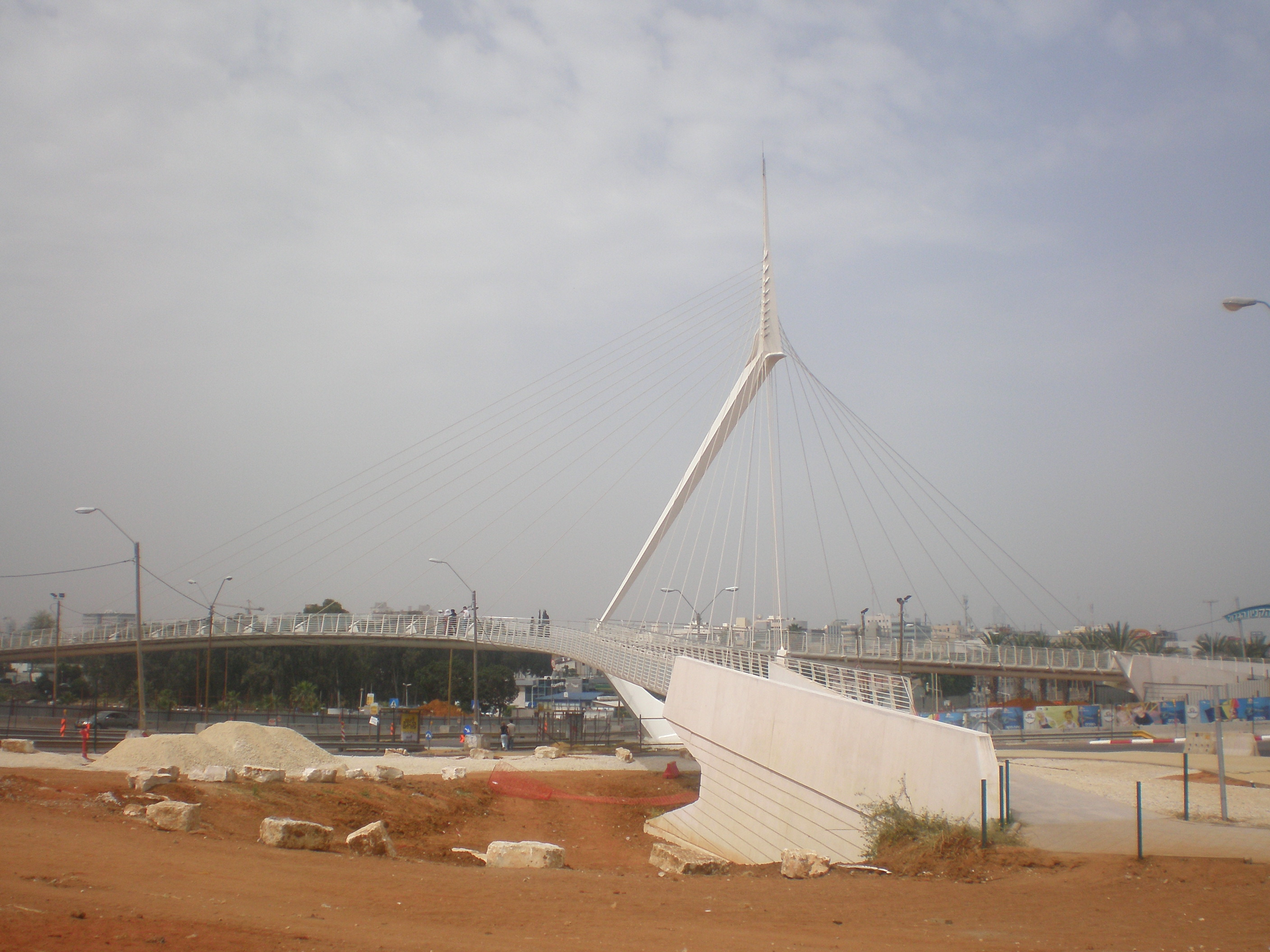
Petah Tikva

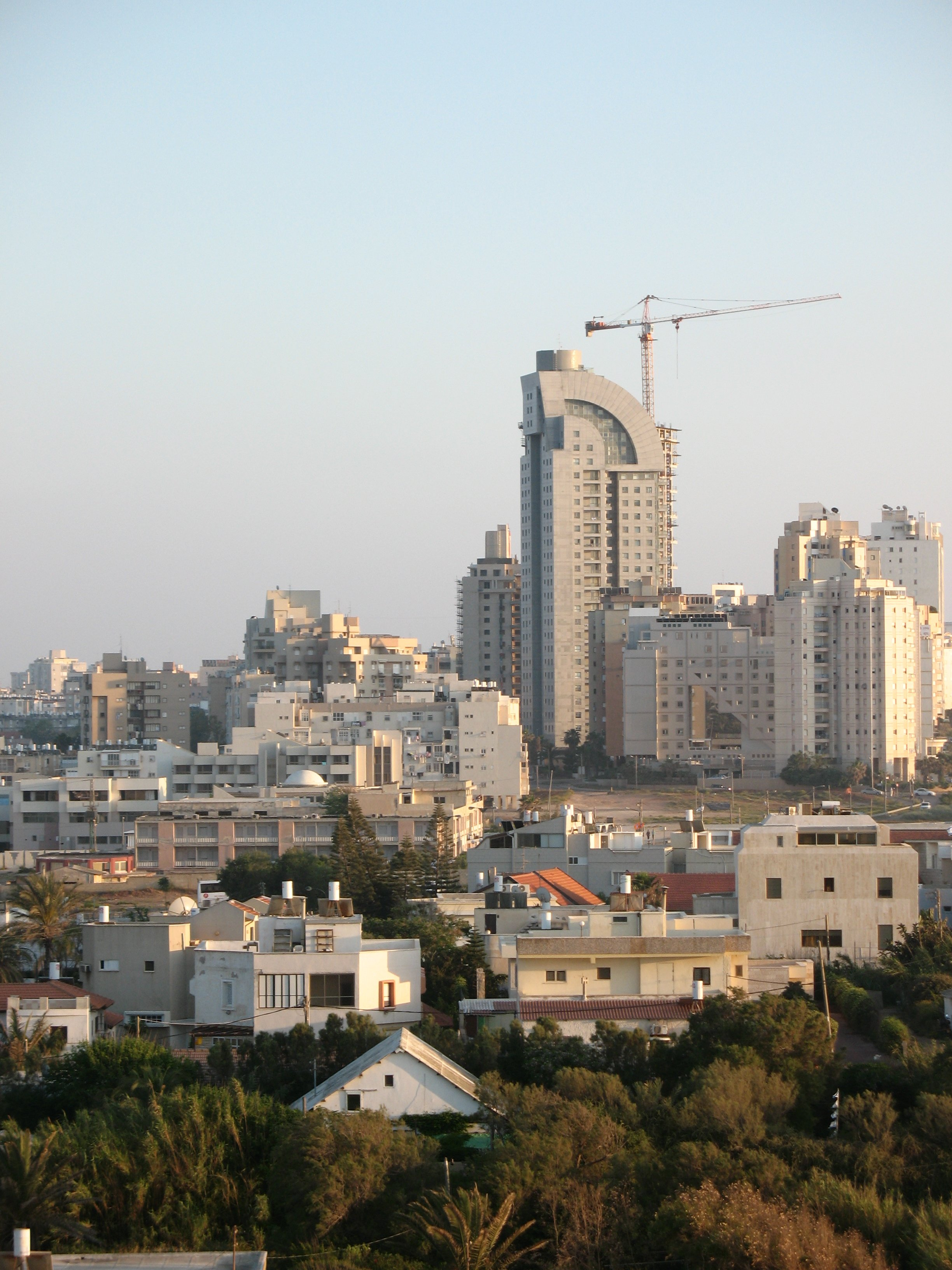
Netanya

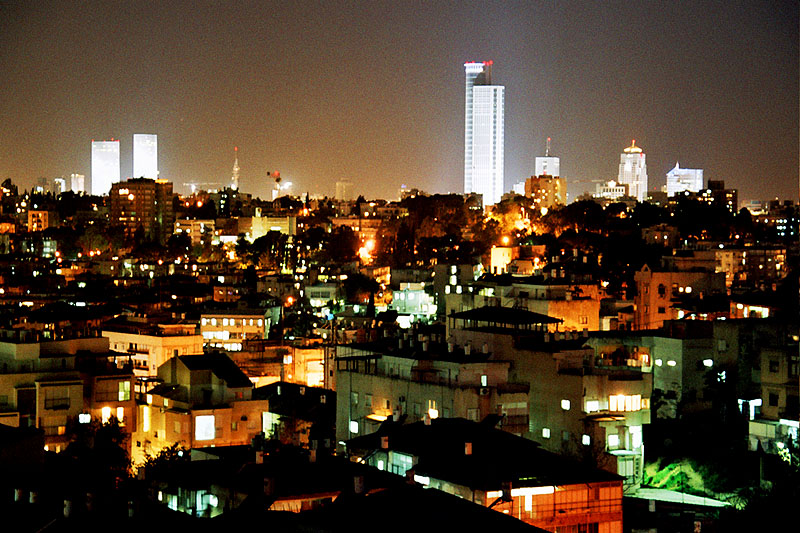
Bnei Brak (in the foreground)

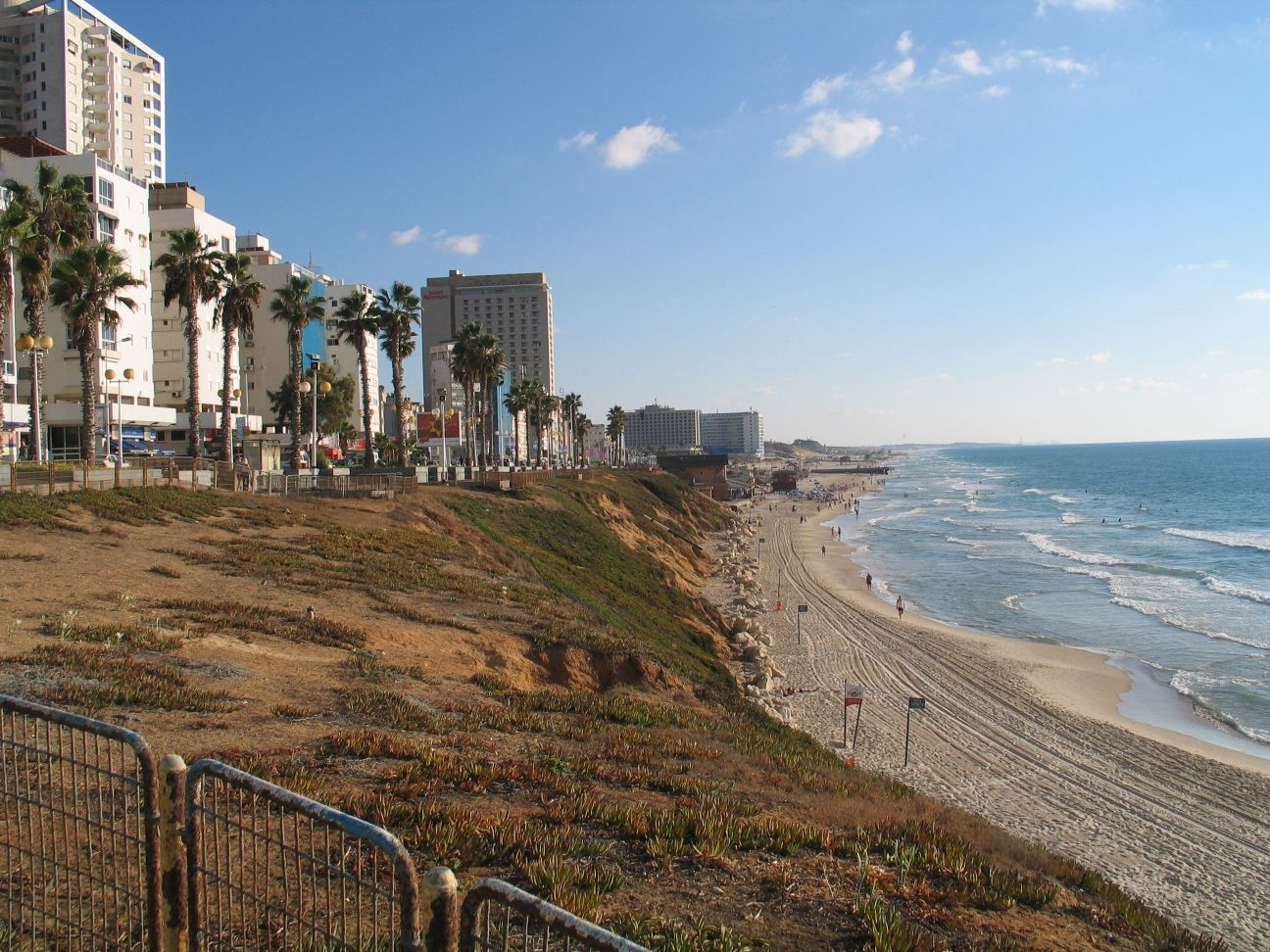
Bat Yam

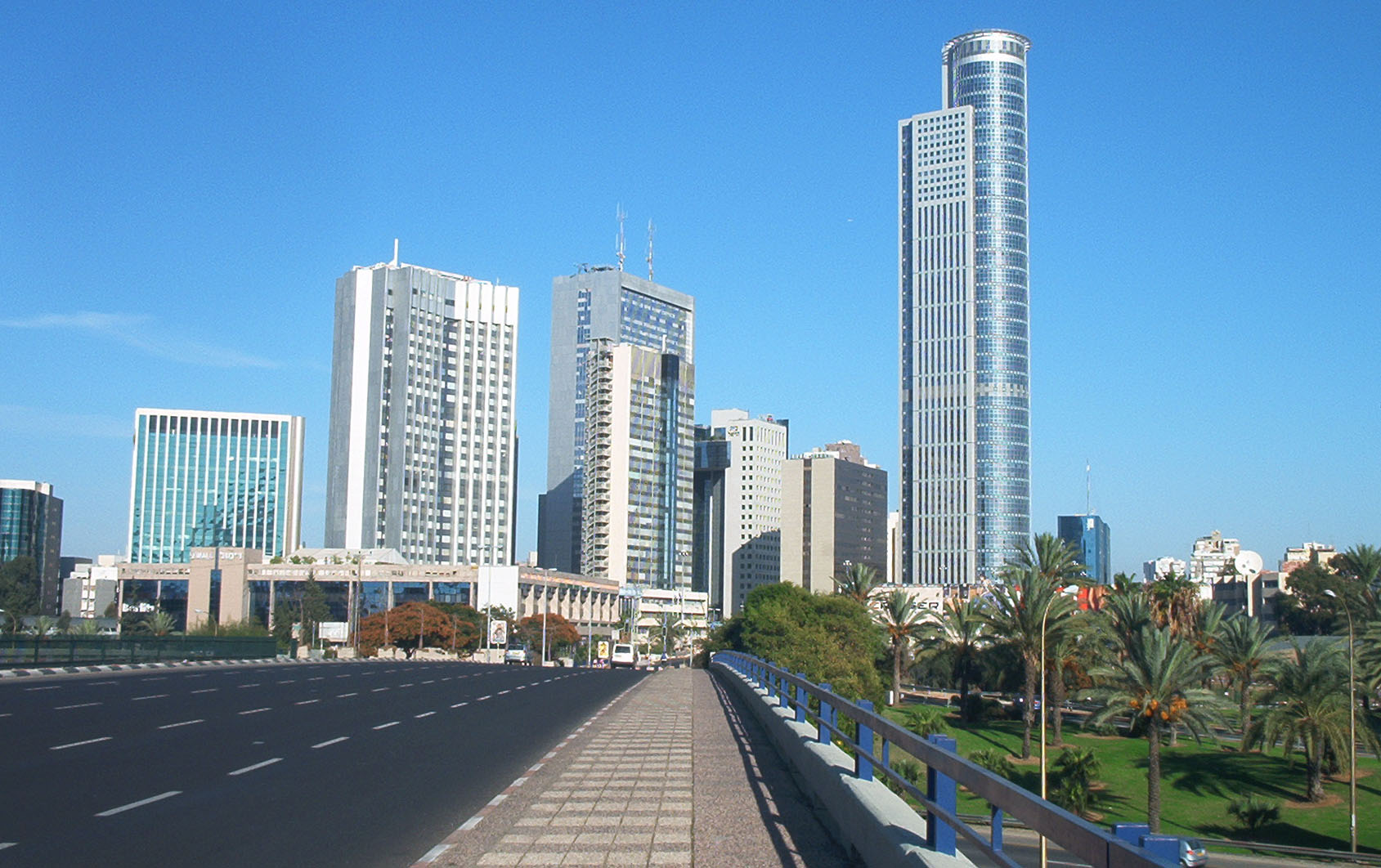
Ramat Gan

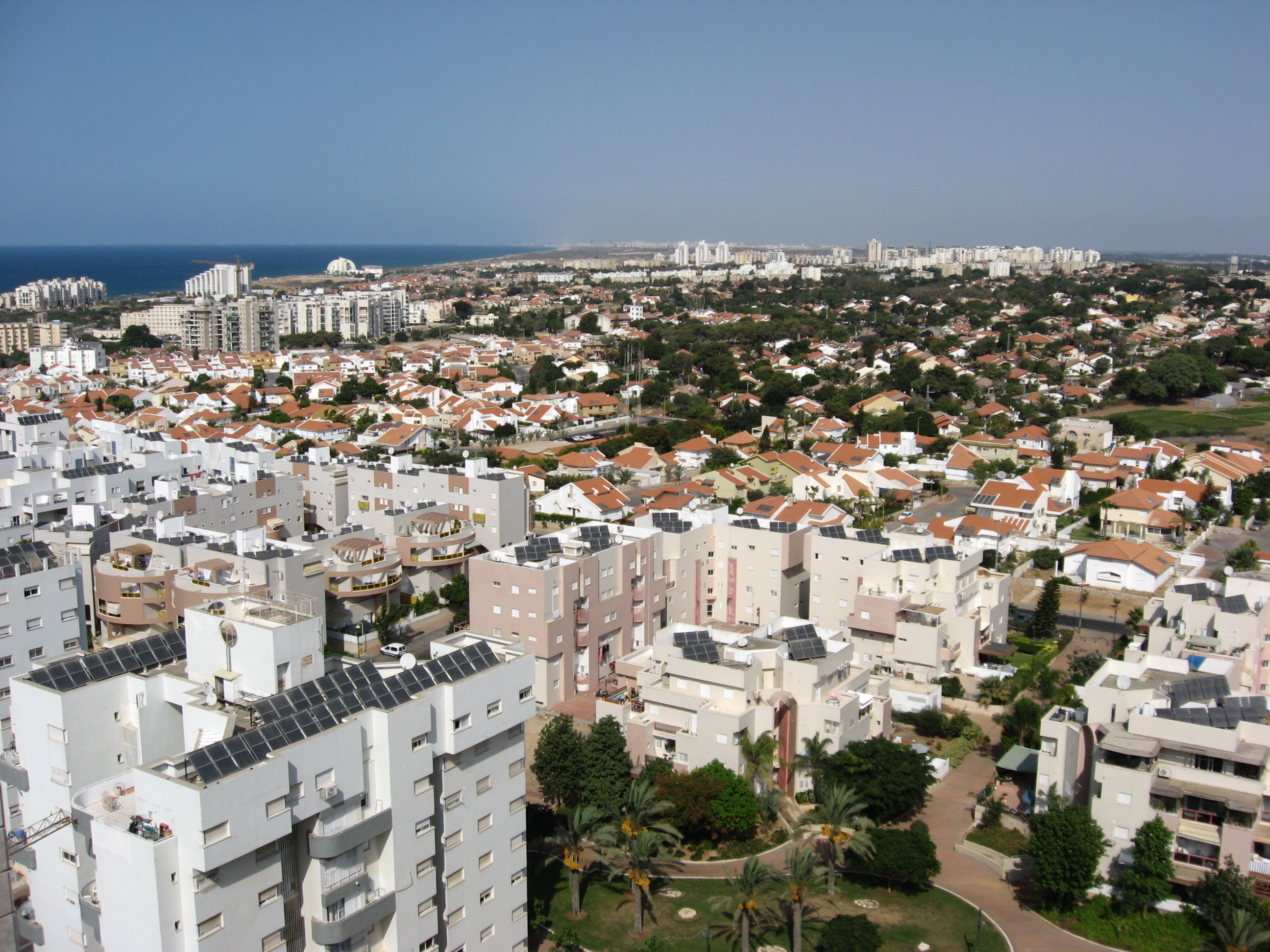
Ashkelon

## Thành phố với dân số giảm sút
Dân số của 6 thành phố vào năm 2005 thấp hơn năm 2000. Các thành phố xếp theo phần trăm giảm ước tính: